# Kleonika
Kleonika – imię żeńskie pochodzenia greckiego, wywodzące się od słowa κλεος (kleos) – "sława, chwała". Patronem tego imienia jest św. Kleonik, wspominany razem ze swoim bratem, św. Eutropiuszem, i św. Bazyliszkiem.
Kleonika imieniny obchodzi 3 marca.
Męski odpowiednik: Kleonik
Znane postaci fikcyjne o tym imieniu:
- Kleonika, postać z komedii Arystofanesa Lizystrata